# Eidgenössische Volksinitiative «Zersiedelung stoppen – für eine nachhaltige Siedlungsentwicklung (Zersiedelungsinitiative)»
Die Eidgenössische Volksinitiative «Zersiedelung stoppen – für eine nachhaltige Siedlungsentwicklung», kurz auch Zersiedelungsinitiative genannt, war eine schweizerische Volksinitiative. Sie wollte die Zersiedelung stoppen, indem die Bauflächen nicht hätten weiter vergrössert werden dürfen. Neueinzonungen hätten durch Rückzonungen an einem anderen Ort kompensiert werden müssen. Weiter sollte das Bauen ausserhalb der Bauzonen stärker geregelt und nachhaltige Siedlungsentwicklung gefördert werden. Initianten waren die Jungen Grünen Schweiz. Die Initiative wurde mit 113'216 gültigen Unterschriften am 21. Oktober 2016 eingereicht. Am 10. Februar 2019 kam sie zur Abstimmung und wurde von Volk und Ständen abgelehnt.

## Entstehung
Während der Vernehmlassung zur zweiten Revisionsetappe des Raumplanungsgesetzes (RPG) stellten die Initianten fest, dass auch das neue Gesetz zu einem ungenügenden Schutz des Kulturlandes führe und die Zersiedelung ungebremst voranschreiten werde. Dabei kritisierten die Initianten besonders die Regelung, dass es «keine Limite für Einzonungen gebe». Zwar werde einmal eingezont für den auf 15 Jahre prognostizierten Bedarf, sobald die Fläche überbaut sei, könne aber einfach neues Land eingezont werden. Mit einem Einzonungsstopp wollen die Initianten erreichen, dass mit dem Land nachhaltig umgegangen wird. Deshalb wurde am 20. April 2015 die Initiative lanciert.
Die Initiative wurde am 21. Oktober 2016 eingereicht. Am 29. November 2016 erklärte die Bundeskanzlei die Initiative mit 113'216 gültigen Unterschriften als zustande gekommen.

## Initiativtext
Art. 75 Abs. 4–7

4 Bund, Kantone und Gemeinden sorgen im Rahmen ihrer Zuständigkeiten für günstige Rahmenbedingungen für nachhaltige Formen des Wohnens und Arbeitens in kleinräumigen Strukturen mit hoher Lebensqualität und kurzen Verkehrswegen (nachhaltige Quartiere).

5 Anzustreben ist eine Siedlungsentwicklung nach innen, die im Einklang steht mit hoher Lebensqualität und besonderen Schutzbestimmungen.

6 Die Ausscheidung neuer Bauzonen ist nur zulässig, wenn eine andere unversiegelte Fläche von mindestens gleicher Grösse und vergleichbarem potenziellem landwirtschaftlichem Ertragswert aus der Bauzone ausgezont wird.

## Behandlung der Initiative
Der Bundesrat beantragte der Bundesversammlung mit seiner Botschaft vom 11. Oktober 2017, die Initiative Volk und Ständen zur Ablehnung zu empfehlen. Das von der Initiative verlangte generelle und unbefristete Einfrieren der Bauzonenfläche nehme keine Rücksicht auf kantonale und regionale Unterschiede. Es benachteilige diejenigen Kantone, die haushälterisch mit dem Boden umgegangen seien. In gewissen Gegenden bestünde die Gefahr einer nicht mehr vertretbaren Baulandverknappung, was ein ausgeprägtes Ansteigen der Grundstückspreise mit allen negativen Begleiterscheinungen (z. B. höhere Wohn- und Gewerbekosten) nach sich ziehen würde.
Die Eidgenössischen Räte folgten dem Antrag des Bundesrates. Im Nationalrat wurde ein Antrag für einen direkten Gegenentwurf zur Initiative, welcher sich gegenüber der Initiative darauf beschränken wollte, dass die Fläche von Bauten und Anlagen ausserhalb der Bauzonen nicht zunehmen darf, mit 146 gegen 44 Stimmen abgelehnt. Der Bundesbeschluss vom 15. Juni 2018, mit welchem die Bundesversammlung Volk und Ständen die Ablehnung der Initiative empfahl, wurde vom Nationalrat mit 143 zu 37 Stimmen bei 18 Enthaltungen und vom Ständerat mit 34 zu 3 Stimmen bei 7 Enthaltungen angenommen. Für die Initiative stimmten im Nationalrat die Grüne Fraktion und eine Mehrheit der Sozialdemokratischen Fraktion, dagegen die bürgerlichen Fraktionen; eine Minderheit der Sozialdemokratischen Fraktion enthielt sich der Stimme.

## Meinungsumfragen
| Institut    | Auftraggeber | Datum             | Ja | Eher Ja | Unentschieden Keine Antwort | Eher Nein | Nein |
| ----------- | ------------ | ----------------- | -- | ------- | --------------------------- | --------- | ---- |
| LeeWas GmbH | Tamedia      | 25. Januar 2019   | 32 | 5       | 1                           | 5         | 57   |
| gfs.Bern    | SRG SSR      | 20. Januar 2019   | 31 | 16      | 4                           | 12        | 37   |
| LeeWas GmbH | Tamedia      | 11. Januar 2019   | 38 | 14      | 2                           | 8         | 38   |
| LeeWas GmbH | Tamedia      | 21. Dezember 2018 | 40 | 14      | 2                           | 8         | 36   |
| gfs.Bern    | SRG SSR      | 9. Dezember 2018  | 35 | 28      | 8                           | 14        | 15   |

Bemerkungen: Angaben in Prozent. Das Datum bezeichnet den mittleren Zeitpunkt der Umfrage, nicht den Zeitpunkt der Publikation der Umfrage.

## Abstimmung

Ergebnisse nach Kantonen

Die Initiative kam am 10. Februar 2019 zur Abstimmung und scheiterte am Volksmehr und am Ständemehr. Sie wurde mit knapp zwei Dritteln der abgegebenen Stimmen abgelehnt. Die Stimmbeteiligung lag bei 37,4 Prozent.
| Kanton                           | Ja (%) | Nein (%) | Beteiligung (%) |
| -------------------------------- | ------ | -------- | --------------- |
| Aargau                           | 33,6   | 66,4     | 34,0            |
| Appenzell Ausserrhoden           | 36,7   | 63,3     | 37,1            |
| Appenzell Innerrhoden            | 28,1   | 71,9     | 33,7            |
| Basel-Landschaft                 | 36,5   | 63,5     | 37,7            |
| Basel-Stadt                      | 46,5   | 53,5     | 47,1            |
| Bern                             | 35,0   | 65,0     | 37,8            |
| Freiburg                         | 38,0   | 62,0     | 33,5            |
| Genf                             | 47,7   | 52,3     | 43,8            |
| Glarus                           | 36,1   | 63,9     | 27,5            |
| Graubünden                       | 28,1   | 71,9     | 32,6            |
| Jura                             | 38,4   | 61,6     | 29,9            |
| Luzern                           | 33,7   | 66,3     | 37,1            |
| Neuenburg                        | 46,2   | 53,8     | 32,3            |
| Nidwalden                        | 24,3   | 75,7     | 37,6            |
| Obwalden                         | 24,2   | 75,8     | 39,2            |
| Schaffhausen                     | 40,6   | 59,4     | 61,4            |
| Schwyz                           | 26,2   | 73,8     | 39,7            |
| Solothurn                        | 36,2   | 63,8     | 34,7            |
| St. Gallen                       | 33,5   | 66,5     | 35,5            |
| Tessin                           | 41,8   | 58,2     | 32,4            |
| Thurgau                          | 33,4   | 66,6     | 40,0            |
| Uri                              | 30,2   | 69,8     | 33,3            |
| Waadt                            | 37,1   | 62,9     | 38,2            |
| Wallis                           | 21,3   | 78,7     | 43,2            |
| Zug                              | 30,5   | 69,5     | 42,0            |
| Zürich                           | 40,0   | 60,0     | 40,2            |
| Schweizerische Eidgenossenschaft | 36,3   | 63,7     | 37,4            |